# Прудки (Корсаковский район)
Прудки́ — деревня в Нечаевском сельском поселении Корсаковского района Орловской области России.

## География
Деревня расположено в 92 км на северо-восток от Орла.

## Население
| 1859 | 1915 | 2010 |
| ---- | ---- | ---- |
| 234  | ↗383 | ↘18  |